# Боакаи, Джозеф
Джозеф Ньюма Боакаи (англ. Joseph Nyumah Boakai Sr.; род. 30 ноября 1944, Ворсонга, округ Фойя, графство Лофа, Либерия) — либерийский политик. Президент Либерии с 22 января 2024 года, вице-президент Либерии в 2006—2018 годах. С 1983 по 1985 год занимал пост министра сельского хозяйства Либерии.

## Ранние годы жизни и образование
Джозеф Боакаи родился 30 ноября 1944 года в деревне Ворсонга в семье неграмотных родителей.
Посещал начальную и среднюю школу в Сьерра-Леоне и Либерии. Окончил Колледж Западной Африки в Монровии, затем поступил в Университет Либерии, который окончил в 1972 году со степенью бакалавра делового администрирования. Получил грант Агентства США по международному развитию на поступление в Университет штата Канзас, который окончил в 1976 году.

## Политическая карьера
После окончания университета работал менеджером как в государственном, так и частном секторе: в частности, был менеджером (1973—1980) и управляющим директором (1980—1982) Либерийской корпорации производственного маркетинга (англ. Liberia Produce Marketing Corporation, LPMC).
С 1983 по 1985 годы занимал пост министра сельского хозяйства в правительстве президента Сэмюэла Доу; на этом посту стал одним из инициаторов создания Западноафриканской ассоциации развития рисоводства, ныне — Африканский центр риса. В 1992 году Бокай был назначен управляющим директором Либерийской нефтеперерабатывающей компании (англ. Liberia Petroleum Refinery Company, LPRC). Позже он работал в качестве консультанта Всемирного банка в Вашингтоне и председателя правления Либерийской корпорации по управлению лесным хозяйством (англ. Liberia Wood Management Corporation), а также основал фирму, производящую сельскохозяйственное оборудование.
В 2005 году Джозеф Боакаи (кандидат в вице-президенты) и Элен Джонсон-Серлиф (кандидат в президенты) приняли участие в президентских выборах как кандидаты от Партии единства. По итогам первого тура тандем Джонсон—Серлиф — Бокай набрал 19,8% голосов, уступив своим соперникам, тандему Джордж Веа — Рудольф Джонсон (28,3%). Однако во втором туре им удалось одержать победу над своими оппонентами — 59,4% против 40,6%. По итогам выборов Джонсон-Серлиф была избрана президентом, а Бокай — вице-президентом страны на шестилетний срок.
В 2011 году Боакаи вновь принял участие в президентских выборах в качестве кандидата в вице-президенты при Джонсон-Серлиф. На этих выборах их тандем одержал победу уже в первом туре, набрав 90,7% голосов. Их ближайшие соперники, тандем Уинстон Табмен — Джордж Веа получили поддержку всего 9,3% избирателей. 
Конституция страны запрещает президенту занимать свой пост более чем два шестилетних срока подряд, поэтому Элен Джонсон-Серлиф не имеет права баллотироваться на выборах 2017 года. Учитывая это, в преддверии выборов Бокай был объявлен новым кандидатом на пост президента от правящей Партии единства. В первом туре выборов, состоявшемся 10 октября 2017 года, он занял второе место с 28,8% голосов, уступив Джорджу Веа (38,4%). Второй тур выборов, в котором примут участие Боакаи и Веа, был первоначально запланирован на 7 ноября, однако в итоге состоялся 26 декабря 2017 года. Во втором туре выборов Бокай потерпел окончательное поражение от Джорджа Веа.
По информации журнала The Economist, Джозеф Боакаи имеет репутацию честного и некоррумпированного политика.
В конце 2023 года в стране прошли очередные выборы президента. Боакаи победил во втором туре 14 ноября, набрав 50,89% голосов и победив действующего президента Джорджа Веа 49,11%.
Во время своей инаугурации в качестве президента 22 января 2024 года Боакаи был замечен испытывающим трудности при произнесении своей инаугурационной речи, которую он не смог закончить, и его сопроводили с трибуны, в сообщениях говорилось, что он страдает от теплового истощения.

## Личная жизнь
Джозеф Боакаи женат на Картуму Боакаи (англ. Kartumu Boakai), в их семье четверо детей. Он является христианином-баптистом и дьяконом Баптистской церкви Эффорта.